# خوان پابلو ریال
خوان پابلو ریال (انگلیسی: Juan Pablo Rial؛ زادهٔ ۱۷ اکتبر ۱۹۸۴) بازیکن فوتبال اهل آرژانتین است.
از باشگاه‌هایی که در آن بازی کرده‌است می‌توان به باشگاه فوتبال رویال شارلوا اشاره کرد.